# Banatska Palanka
Banatska Palanka (en serbe cyrillique : Банатска Паланка ; en hongrois : Palánk) est un village de Serbie situé dans la province autonome de Voïvodine. Il fait partie de la municipalité de Bela Crkva dans le district du Banat méridional. Au recensement de 2011, il comptait 672 habitants.

## Histoire
Banatska Palanka (« Le Plessis du Banat ») a été fondée au XVIIe siècle. Cependant, la plus ancienne localité de la région reste Stara Palanka, qui est située au confluent de la Nera et du Danube.
Au début du XIXe siècle, Banatska Palanka était un port important sur le Danube. Depuis lors, sa population n'a cessé de décroître puisque, avec Stara Palanka, elle ne compte plus que 672 habitants.

## Démographie

### Évolution historique de la population
| 1948  | 1953  | 1961  | 1971  | 1981  | 1991 | 2002 | 2011 |
| ----- | ----- | ----- | ----- | ----- | ---- | ---- | ---- |
| 1 323 | 1 334 | 1 245 | 1 166 | 1 095 | 974  | 837  | 672  |

|  |

## Économie
L'économie de Banatska Palanka est principalement orientée vers l'agriculture. Stara Palanka, de son côté, est devenue un centre touristique (incluant des hôtels, des restaurants, des aménagements pour le sport...).